# Roccellina
Roccellina es un género de hongos liquenizados en la familia Roccellaceae.